# ۸تی‌وی
۸تی‌وی (انگلیسی: 8TV) شرکت رسانه‌ای مالزیایی است، که در سال ۱۹۹۹ توسط شرکت مدیا پرایما تأسیس شد.